# Jugaad
Jugaad (tj. Sztuczka, trick) – bollywoodzki komediodramat z 2009 roku.  W rolach głównych Manoj Bajpai (Satya, Zubeidaa) i Vijay Raaz. Film opowiada prawdziwą historię wielkiej i cieszącej się powodzeniem firmy reklamowej, która nagle traci prawo do swojej siedziby. Prowadzący ją Sandeep Kapurmusi zmierzyć się z tym wyzwaniem, z utratą wiarygodności u klientów, bezwładem i wrogością urzędów, ze swoim brakiem akceptacji wobec metod rozwiązywania problemu przez wspólników, odejściem całego zespołu. W tej próbie wspiera go żona, grana przez Hrishitę Bhatt.

## Fabuła
Delhi. Sandeep Kapur (Manoj Bajpai), szef agencji reklamowej świętuje sukces. Podpisano kontrakt z dużą firmą. Perspektywa rozwoju agencji oszałamiającej pracowników. Jednak następnego dnia Sandeep zastaje budynek swojej agencji opieczętowany. Firmę zamknięto z powodu złamania nieznanych jej przepisów. Terminy ważnych spotkań uzgodnione. Telefony się urywają. Sandeep tymczasowo przenosi agencję do innego budynku. Z dnia na dzień znajdują tylko miejsce, w którym brakuje to wody, to prądu. Klienci się wycofują z podpisywania umów. Pracownicy całym zespołem wymawiają Sandeepowi pracę. Zostaje sam, bezsilnie szarpiący się między urzędami i prawnikiem. Z pomocą przychodzi mu żona (Hrishita Bhatt).

## Muzyka i piosenki
- Tu Hai Rab Mera
- Kise Awaaz Doon
- Tension Lene Ka Nahin
- Tabahi Tabahi
- Mushkil Hatato Se Darna Kaisa
- Jai Sai Ram